# Strefa wolnocłowa

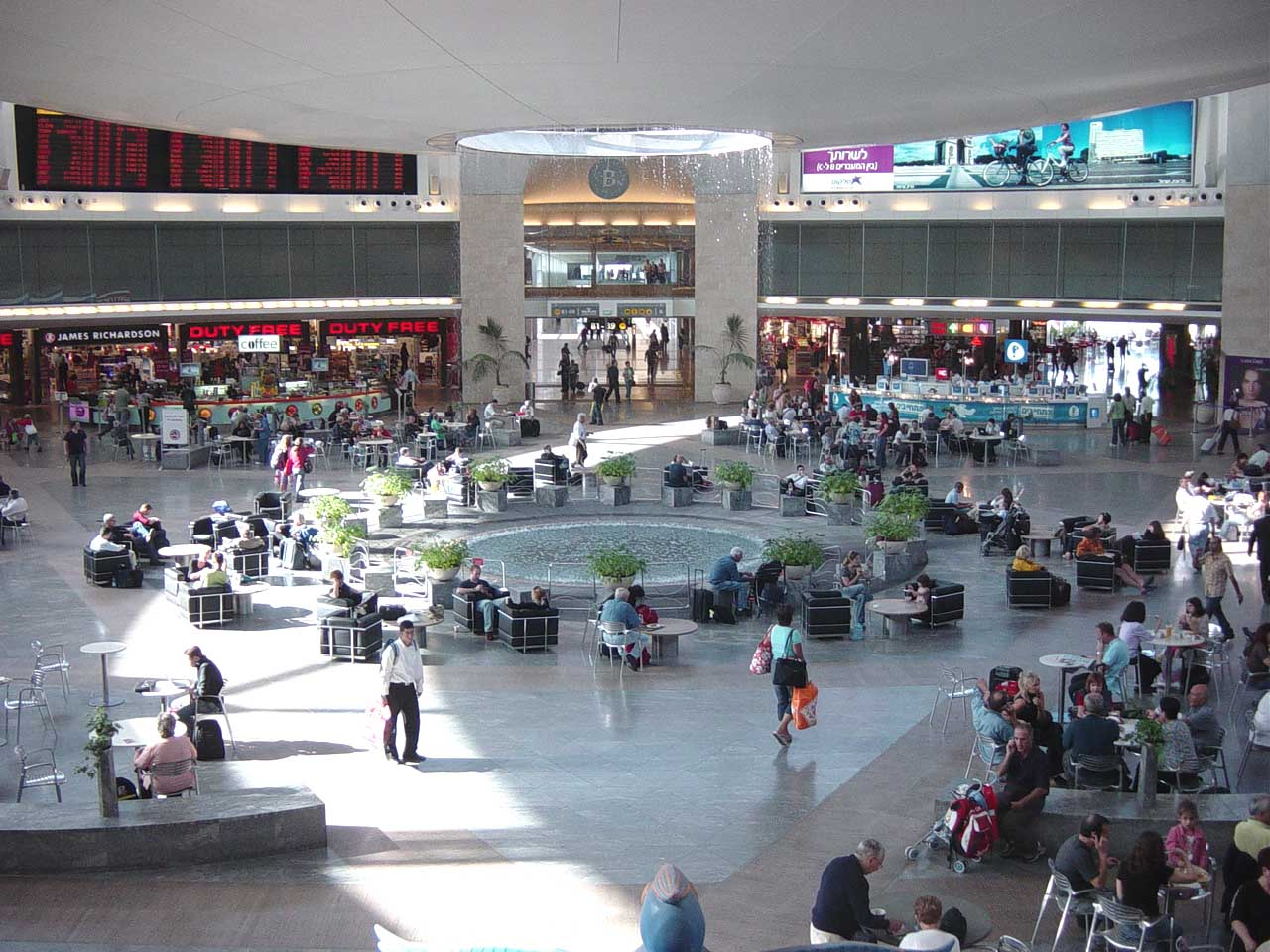
Strefa wolnocłowa na lotnisku Tel Awiw-Ben Gurion

Strefa wolnocłowa – obszar, na którym możliwe jest składowanie i przechowywanie towarów bez konieczności ponoszenia opłat celnych.
Inna definicja strefy wolnocłowej stanowi, że jest to wyodrębniony obszar, również magazyn lub sklep, na którym transakcje kupna-sprzedaży towarami wywożonymi za granicę są dokonywane bez cła.
Strefy i składy wolnocłowe są tworzone głównie w portach morskich oraz lotniczych, które są miejscami przeładunku dużych mas towarów. Podlegają one dozorowi celnemu. Ich prowadzenie wymaga uzyskania stosownego pozwolenia. Podmiot prowadzący skład lub strefę wolnocłową jest zobowiązany do zapewnienia właściwej ewidencji umożliwiającej sprawowanie dozoru celnego.
Podstawowe kwestie dotyczące wolnych obszarów i składów celnych reguluje artykuł 166 (i kolejne) wspólnotowego kodeksu celnego.